# Claude Ballif
Claude Ballif   (5è districte de París, 22 de maig de 1924 - Saint-Dizier, 24 de juliol de 2004) va ser un compositor francès.

## Biografia
Nascut dd'un pare militar i una mare d'una família de ferrers, Claude Ballif, el cinquè fill de deu germans, va créixer en un entorn burgès.
Va començar els seus estudis musicals amb el violí als sis anys. L'obra Tres escocesos (1830) de Chopin i especialment el Preludi a la tarda d'un faune de Debussy són els primers treballs que el marcaren. Als 13 anys, va seguir al seu pare fins a Madagascar. Va romandre allí tres anys i va tornar a Bordeus el 1940. Es va matricular dos anys després, als 18 anys, al conservatori: els seus pares que no eren especialment favorables a la seva elecció per convertir-se en músic acabaren acceptant-ho. Als 24 anys, dos anys després del seu primer opus, "Cendres", va ingressar al Conservatori Nacional de Música de París, on va estudiar sobretot amb Olivier Messiaen. Però no es va sentir a gust allà: el seu caràcter independent (que mantindrà al llarg de la seva vida) el va portar a abandonar aquesta institució pel seu compte i sense diploma. Quan tenia 28 anys, va conèixer a Fred Goldbeck, que el va animar a sol·licitar una beca DAAD per completar els seus estudis al conservatori de Berlín: la va obtenir en el seus trentè anys. Durant aquest període, va acabar d'escriure La introducció a la metatonalitat. Als 31 anys, es va llicenciar en composició al conservatori de Berlín, després d'haver seguit els cursos de Blacher i Rufer. El mateix any, va guanyar el primer premi de composició al Concurs Internacional de Ginebra per Lovecraft i el seu primer quartet de cordes. L'any següent, i durant tres anys, va començar a assistir als cursos d'estiu de Darmstadt, on va assistir a lliçons de John Cage, Pierre Boulez, Luigi Nono i Karlheinz Stockhausen.
Després va conèixer Jean Wahl i va començar les seves conferències al "Philosophical College" durant un període de cinc anys. Al mateix temps, es va unir al Grup de Recerca Musical (GRM), dirigit per Pierre Schaeffer, on va compondre, entre altres coses, el seu primer "Solfeggietti". Als 39 anys va ser nomenat professor d'història i anàlisi de la música a l'Escola Normal de Música. Es va casar amb Elisabeth, també filla de militar, i va deixar el GRM. Dos anys més tard, va ser nomenat al Conservatori de Reims. Va celebrar el seu 44è aniversari durant els esdeveniments del maig del 1968. Va conèixer Ivan Wyschnegradsky aquell any, va ser objecte d'un número especial de La Revue Musicale i va publicar el seu treball sobre a Hector Berlioz. Va ser nomenat professor d'Història de la Música al Centre Universitari Experimental de Vincennes de París, on va renunciar poc temps després.
Als 47 anys, va ser nomenat professor del Conservatori Nacional de Música de París. Tres anys després va guanyar el premi Honegger per la seva simfonia La vida del món que ve. Als 52 anys, va iniciar una sèrie de viatges per ensenyar composició a les universitats més prestigioses del món (Harvard, Beijing ...) seguint invitacions. Per a ell, l'oïda viatja i busca un "orient" entre sons i sorolls.
Als 58 anys va ser nomenat professor associat de composició al Conservatori nacional superior de música de París, càrrec que conservaria fins a la seva jubilació. Als 60, va ser el "compositor estiuenc" del Festival d'Estiu de París i va començar una sèrie de viatges a diferents ciutats. Va deixar el Conservatori Nacional Superior de Música de París als 66 anys i va obrir una classe de composició i anàlisi al Conservatori de Sevran. Ocuparà aquest càrrec durant deu anys. Als 77 anys, es va fer càrrec del "departament de música" per compte del govern veneçolà.

## Premis
- Gran Premi musical de la ciutat de París (1980)
- Premi SACEM de Música Simfònica (1986)
- Gran Premi Nacional de Música (1999).

## Distincions
- Cavaller de l'Ordre de les Arts i les Lletres (1984)
- Comandant de l'Orde Nacional del Mèrit (1996)

## La seva música
L'escriptura de Claude Ballif és el resultat d'una intel·ligent combinació de tonalitat (en el sentit més ampli, com en Bartók per exemple) i una forma personal de serialisme. Anomena aquest sistema metatonalitat, un sistema sense l'esperit d'un sistema perquè ofereix la possibilitat d'utilitzar i combinar els grans sistemes d'escriptura harmònica (tonal, modal, serial), sense que això sigui obligatori. Aquest sistema també permet l'ús de microintervals i pot servir com a mètode analític molt eficient.
Ballif va ser durant prop de vint anys professor d'anàlisi i composició al Conservatori Nacional de Música de París. És gràcies a aquest treball analític que pot entendre i desenvolupar els diferents sistemes harmònics de la música de la tradició europea. La seva metatonalitat és una teoria que engloba la tonalitat alhora que permet l'escriptura en sèrie. No és un sistema d'escriptura atonal (Ballif va dir que latonalitat pura només és possible en teoria perquè a la pràctica, el cervell humà sempre busca prioritzar allò que percep d'una manera o un altre). Per a ell, el moviment requereix que s'entengui que tinguem un punt de referència, almenys temporal: en el sistema tonal, és la tonalitat; en la majoria de la música modal, és el dron o el final; en metatonalitat, és l'est (una nota de referència). Però la possibilitat, com per exemple a Debussy, de "ofegar" momentàniament el to (aquí a l'Est) és sempre possible i sovint utilitzat.
Però la metatonalitat no és l'únic centre del seu pensament: el material sonor és fonamental per a ell. Perquè si pensa la seva música d'una manera formal abans d'escriure-la, són les seves orelles les que finalment el guien. Qualsevol so pot esdevenir un pretext per a la música. (cal veure en particular el seu treball per a percussió).
El seu procés creatiu es divideix en dos moments: un apol·lini o una racionalitat guiarà la creació d'una forma, després un dionisíac o la seva oïda, instrument d'un so poètic, omple aquesta forma. Però si primer es produeix el format, pot ser que es "deformi" sota la influència de l'oïda: Ballif no és, per tant, un músic de pissarra, sinó un músic sensible. La seva visió com a compositor (en el sentit original compondre = posar junts) s'exposa en la seva obra insígnia: L'economia musical. Defineix la seva música com sobretot religiosa. Els seus estudiants el veuen, després de Rameau i Messiaen, com el pare d'una nova generació de músics.

## Filmografia
- Claude Ballif. Pel·lícula de Jacques Trebouta, produïda per la sèrie de televisió de Pierre Vozlinsky "L'home i la seva música", París, Arxius INA, 1969 Entrevista amb B. Serrou de B. Serrou